# Valerio Gallorini
Valerio Gallorini (Milano, 22 aprile 1956) è un conduttore radiofonico e produttore televisivo italiano, uno dei personaggi storici della radiofonia e della televisione privata nazionale.

## Gli inizi
Inizia dopo un breve periodo a Radio Marca Trevigiana nel 1976 la sua avventura nel mondo della radio come D.J. a Radio Veronica storica emittente milanese, viene poi chiamato alla fondazione di Radio Caroline dove sarà nominato responsabile dei programmi.
Nel 1978 conosce Paolo Bosello a radio Music 100 e diventano amici, dopo qualche mese Bosello lo invita ad un provino a Studio 105 con Loredana Rancati e così diventa il primo regista radiofonico italiano addetto alla messa in onda dei programmi di Gianni Riso, Loredana Rancati, Claudio Cecchetto, Federico l'Olandese Volante ecc.

## I ruoli dirigenziali
Nei successivi tre anni ricopre il ruolo di Responsabile settore tecnico registi e Responsabile Promozioni e immagine della radio e dei rapporti con i concessionari di zona della Lombardia.
In questi anni nasce una profonda amicizia con Claudio Cecchetto con il quale nel 1982 collabora alla nascita del progetto Radio DeeJay in qualità di socio e amministratore unico.
Nei successivi 10 anni Gallorini sarà una delle figure fondamentali del gruppo Deejay's gang, Radio DeeJay, Marton Corporation, Publistaff, Yo company e Radio Capital, fino alla cessione delle proprie partecipazioni societarie nel 1992 al gruppo espresso ed allo stesso Cecchetto.
Nello stesso anno Gallorini rileva una storica società di produzioni audio la Mama Records fondata da Herbert Pagani e diventa consulente per la radiofonia della Philips Morris producendo alcuni dei programmi radiofonici legati ai marchi del gruppo più famosi come Muratti Time Radiolibro Philp Morris Sound e Marlboro formula 1.
Scopre e produce dei veri talenti musicali il cantautore Claudio Sanfilippo con cui vince il premio Luigi Tenco come miglior opera prima nel 1996 ed il Gruppo dei Ridillo.
Nel 1996 all'età di 40 anni decide che è arrivato il momento per un anno sabbatico e vende la società trasferendosi ad Ibiza dove rimarrà fino al 2001.

## Il lavoro nelle produzioni
Rientra in Italia nel marzo 2001 a Roma per una collaborazione con una delle società di produzioni televisive più famose (la Endemol) e si occupa della parte marketing del Grande Fratello ed il lancio della rete televisiva LA7 occupandosi dei programmi Call game della fascia mattutina e notturna.
Nel giugno 2003 organizza a Milano presso la discoteca IL RAGNO D'ORO la Notte dei Radiofenomeni la prima grande reunion di DEEJAY radiofonici, una serata memorabile per numero di partecipanti .
Dopo la bellissima esperienza romana rientra a Milano e torna ad occuparsi di radio insegnado tecnica radiofonica presso lo Iulm di Milano ed in altri master e corsi di radiofonia. 
Nel 2004 entra nella ProRadio di Claudio Astorri e Roberto Bellotti assumendo l'incarico di responsabile marketing ed inizia un lavoro di elaborazione dei dati di ascolto per il progetto e lo sviluppo dei format per Radio R101 del gruppo Arnoldo Mondadori Editore, il progetto Sistema Babboleo, etc.; inoltre collabora con la Astorri Comunicazione Radio nella preparazione e conduzione in qualità di relatore nei seminari radiofonici organizzati presso la sede di Milano.
Rientra, chiamato da Alberto Hazan, nell'aprile del 2006 nel Gruppo Finelco a cui fanno capo le emittenti Radio 105 Radio Monte Carlo Rmc2 105 Classics e da poco anche Play Radio che ha lasciato il posto alla rock station Virgin Radio in qualità di responsabile delle operazioni speciali. 
Nei 15 mesi di collaborazione con il gruppo realizza alcune importanti operazioni come la ricostruzione presso il museo Leonardo da Vinci di Milano nel settore dedicato ai mezzi dicomunicazione del 1º studio di trasmissione di Radio Studio 105 del 1975, altro importante evento ideato è 105 University che porta la radio nelle più importanti università d'Italia con un successo clamoroso. Prima di lasciare il gruppo si occupa di seguire per la prima volta con 105 il Giro d'Italia edizione del 2007.
Dal settembre 2007 diventa prima Direttore Generale e poi nel 2012 Amministratore Delegato di Rttr e Rtt, rispettivamente la prima televisione regionale e Radio del Trentino-Alto Adige. Con i media del gruppo effettua il passaggio al digitale terrestre realizzando 6 canali TV per un'offerta televisiva unica per il territorio. Oltre a RTTR e RTTR+1 nascono TVALPI all news regionale RTT MUSIC TV la televisione musicale, TERRA TRENTINA il canale dedicato esclusivamente al Trentino HISTORY LAB il primo Canale televisivo realizzato in collaborazione con un Museo in particolare con Il Museo storico del Trentino. Grazie alla collaborazione con Publishare la concessionaria nazionale su RTTR arriveranno numerosi programmi di successo tra i quali ricordiamo la prima stagione di Servizio Pubblico di Michele Santoro e le partite della Liga spagnola in esclusiva.
Nel luglio del 2014 dopo 7 anni il sodalizio con l'editore arriva al termine. Arriva il momento di una nuova avventura affascinante nei new media e con una società Olandese WIGEPA acquisisce per l'Italia e la Spagna la licenza di una nuova applicazione che permette di vedere i contenuti del telefonino e i canali tv inseriti nell'applicazione oltre che sullo smartphone o tablet anche in Televisione in HD. Questa applicazione si chiama FLIPPS.
Da Ottobre 2019 entra nella squadra di BLUE Financial Communication editore di Forbes Italia come multimedia project manager per seguire i nuovi progetti Tv audio e video. Dal 1 di Aprile 2020 è Direttore editoriale del nuovo canale Bike Smart Mobility nato sul digitale terrestre il 4 maggio 2020 sul canale 259